# Aeroportul Lumid Pau
Aeroportul Lumid Pau (IATA: LUB, ICAO: SYLP) este un aeroport din Upper Takutu-Upper Essequibo, Guyana.
Situat la o altitudine de 168 m, aeroportul dispune de o singură pistă.